# بوكانان (ليبيريا)
بوكانان هي مدينة من مدن ليبيريا. يبلغ عدد سكانها 34270 نسمة. يبلغ ارتفاع المدينة عن سطح البحر قرابة 77 متر. تقع على خط عرض 5.88083 وخط طول -10.04667.

## أعلام
- دانيال إدوارد هوارد
- جيمس سميث
- جيمس سوتو روبرتس